# 콘탁스
콘탁스(Contax)는 저만의 고유한 기술 혁신과 다양한 칼자이스 렌즈로 잘 알려진 사진기 브랜드이다. 1932년 'Contax I'을 시작으로 1969년 'Contarex SE'를 마지막으로 자이스 이콘(Zeiss Ikon AG)에서는 더 이상 Contax 모델이 생산되지 않았다. 이는 당시 자이스AG가 2차대전으로 인한 분단의 영향으로 동독과 서독에 각각 분리되어 위치했었는데, 미국측에서 동독 자이츠와의 연계를 정리하도록 압력을 가해 회사의 규모가 축소되었기 때문이다.
이후 자이스 이콘(Zeiss Ikon AG)은 일본의 야시카(Yashica)사와 협력하여 새로운 SLR카메라를 생산하기로 결정하였다. 합작의 첫 생산품은 1974년 포토키나에서 처음 선보인 Contax 'RTS I'이었다. 1983년 야시카(Yashica)는 부도로 인해 회사가 없어지게 되지만 광학사업부는 교세라(Kyocera)에 합병되었다. 교세라(Kyocera)에서 생산된 Contax 카메라들은 이후 필름카메라의 전성기와 더불어 최고의 전성기를 누렸다. 하지만 디지털시대에 적응하지 못한 교세라(Kyocera)는 2005년 4월 카메라사업부를 정리하게 되었다.
현재 'Contax'라는 브랜드 명칭은 독일 Carl Zeiss 재단에서 소유하고 있다.

## 자이스 이콘 드레스덴의 콘탁스
1932년 콘탁스라는 첫 소형카메라를 시장에 내어놓게 된다. 그리고 그것은 1936년 콘탁스 I 이라고 명명되게 된다.